# Gornja Bočinja
Gornja Bočinja – wieś w Bośni i Hercegowinie, w Federacji Bośni i Hercegowiny, w kantonie zenicko-dobojskim, w gminie Maglaj. W 2013 roku liczyła 22 mieszkańców, z czego większość stanowili Serbowie.